# Yevgueni Sabúrov
Yevgueni Fiódorovich Sabúrov (en ruso: Евге́ний Фёдорович Сабу́ров; Yalta, Crimea, Unión Soviética, 13 de febrero de 1946  — Moscú, Rusia, 20 de junio de 2009) fue un economista, político, escritor y poeta ruso. Fue Ministro de Economía de la República Socialista Federativa Soviética de Rusia en 1991 y vice primer ministro de la República Autónoma de Crimea (Ucrania) en 1994.

## Formación
Se graduó en Mecánica y Matemáticas en la Universidad Estatal de Moscú en 1970. Posteriormente, se doctoró en Ciencias Económicas.

## Trayectoria política y profesional
Durante los años 1970 y 1980 se dedicó a la investigación económica en distintos institutos vinculados al Gosplan.
Su salto a la política se produjo coincidiendo con el colapso de la Unión Soviética. Entre 1990 y 1991 fue viceministro de Educación de la RSFS de Rusia. En agosto de 1991, tras el golpe de Estado contra Gorbachov, fue elegido vicepresidente del Gobierno y ministro de Economía de la RSFS de Rusia, siendo uno de los primeros impulsores de la transición a la economía de mercado del país. Sin embargo, enfrentado en esta cuestión con Yegor Gaidar, finalmente en noviembre dimitió de su cargo en favor de este.
El 15 de febrero de 1994 fue nombrado vicepresidente de la República Autónoma de Crimea, en Ucrania, su tierra natal, ejerciendo como jefe del gobierno. Dimitió siete meses más tarde, en medio de una grave crisis institucional provocada por el presidente crimeo, Yuri Meskhov, al disolver el Parlamento local.
En los años siguientes ocupó varios cargos de responsabilidad en el banco «Menatep» y en el Instituto de Economía Urbana de Moscú. Desde 2005 y hasta 2009, año de su muerte, fue director del Instituto Federal de Investigación para el Desarrollo de la Educación, organismo del Ministerio de Educación y Ciencia de la Federación Rusa.

## Obra literaria
Además de publicar varios ensayos sobre economía, Sabúrov tuvo una destacada actividad poética y dramatúrgica. Durante los años 1970 y 1980 publicó su obra poética en distintas revistas literarias y a partir de los años 1990 editó tres libros de poesía. Un cuarto trabajo poético fue publicado póstumamente.

### Poesía
- Porojovói zágovor (en español: La conspiración de la pólvora, 1995)
- Po krayu ózera (en español: En la orilla del lago, 2001)
- Tozhe mne nóvosti (en español: Vaya noticias, 2006)
- V stóronu Áfriki (en español: Hacia África, publicado póstumamente en 2009)

### Prosa
- Póvest o Konstantine - filósofe i brate egó Mefodii (en español: Relato sobre Constantino el filósofo y su hermano Metodio, publicado póstumamente en 2010)

### Ensayo
- Reformy v Rossii: pervyi etap (en español: Las reformas en Rusia: primera etapa, 1997)
- Vlast' otvratítel'na (en español: El poder repugnante, 2003)
- Svoboda v shkole (en español: La libertad en la escuela, 2005)